# Клаудия Кастро
Клаудия Кастро (на испански: Claudia Castro) е колумбийска порнографска актриса, родена на 20 февруари 1990 година в град Богота, Колумбия. Дебютира в порнографската индустрия през 2006 година, когато е на 16 години.